# Jacobo de Edesa
Jacobo de Edesa (siríaco: ܝܥܩܘܒ ܐܘܪܗܝܐ, romanizado: Ya'qub Urhoy) (c. 640 – 5 de junio de 708) fue uno de los más destacados escritores en idioma siríaco.

## Vida
Jacobo de Edesa nació en Aindaba (árabe: عيندابا) a 50 km al oeste de Alepo, alrededor del 640. Estudió en el famoso monasterio de Qenneshre (en la orilla izquierda del Éufrates) y, más tarde, en Alejandría.
A su regreso de Alejandría se convirtió en monje en Edesa, donde era conocido por su aprendizaje. Fue ordenado sacerdote en 672 y nombrado metropolitano de Edesa por su amigo Atanasio II, Patriarca de Antioquía. Ocupó este cargo durante tres o cuatro años, pero el clero se opuso a su estricta observancia de los cánones de la Iglesia. No fue apoyado por Julian II, el sucesor de san Atanasio. En respuesta a la sugerencia de Julián de que intentara atender a las críticas, quemó públicamente una copia de los cánones que no estaban siendo obedecidos delante de la residencia de Julián y se retiró al monasterio de Kaisum cerca de Samósata. Desde allí se trasladó al monasterio de Eusebona donde, durante once años, enseñó los Salmos y la lectura de las Escrituras en griego. Hacia el final de este período, Jacobo volvió a tener detractores, esta vez por parte de los monjes, que despreciaban a los Griegos.
Jacobo abandonó Eusebona y se trasladó al gran convento de Tel ʿAde (árabe: تل عدا), uno de los monasterios Sirio-Ortodoxos en la 'montaña de Edesa' (¿la moderna Tellgdi, al noroeste de Alepo?), donde pasó nueve años revisando y modificando la versión Peshitta del Antiguo Testamento ayudándose de varias versiones griegas. Jacobo tuvo un papel destacado en el sínodo juliano convocado en 706.
Finalmente fue llamado para ocupar el obispado de Edesa en 708, pero murió cuatro meses después.

## Filiación doctrinal
Jacobo perteneció a la Iglesia ortodoxa de Siria y sus escritos tienen un marcado carácter miafisita. En la literatura de su país ocupa el mismo lugar que San Jerónimo ocupa entre los latinos. Assemani se esforzó en demostrar que era ortodoxo (B. O. i. 470 sqq.) pero cambió de opinión al leer su biografía escrita por Bar Hebraeus (ib. ii. 3-7). Véase, en particular, Lamy, Dissert. de Syrorum de la fide, pp.  206 sqq. i Texto en Leipzig, 1889 (Das Buch der Erkenntniss der Wahrheit oder der Ursache aller Ursachen): traducción publicada (a título póstumo) en Estrasburgo 1893.

## Escritos
La mayoría de sus obras están en prosa. Apenas unos pocos han sido publicados. En 1911, la mayoría de la información disponible se encontraba en la Bibliotheca Orientalis de Giuseppe Simone Assemani y en el Catálogo de de Manuscritos Siríacos del Museo Británico elaborado por William Wright.

### Trabajos bíblicos y comentarios
Jacob escribió una revisión de la Biblia basada en la Peshitta. Wright considera esta obra un curioso texto ecléctico o un mosaico. Se conservan cinco volúmenes en Europa (Wright, Catálogo 38). Este fue el último intento de realizar una revisión del Antiguo Testamento en la Iglesia ortodoxa de Siria. Jacobo fue también el principal fundador de los Masorá siríacos entre los Sirios, que crearon manuscritos como el descrito por Wiseman en Horae syriacae, parte iii (Vat. cliii.).
También escribió comentarios y escolios a la Biblia. Tanto Assemani como Wright señalan ejemplos de estos. Fueron muy citados por comentaristas posteriores, que a menudo se refieren a Jacobo como el "Intérprete de las Escrituras".
También escribió un Hexahemeron, o tratado sobre los seis días de la creación. Existen manuscritos de esta obra en Leiden y en Lyon. Fue su último trabajo, y al quedar inconcluso, fue terminado por su amigo Jorge, obispo de los Árabes.
También tradujo la apócrifa Historia de los Recabitas compuesta por Zósimo del griego al Siríaco (Wright, Catálogo 1128, y François Nau en la Revue semitique vi. 263, vii. 54, 136).

### Cánones y Liturgia
Jacobo hizo una colección de cánones eclesiásticos. En su carta al sacerdote de Addaia podemos encontrar una colección de cánones salida de su pluma, dada en la forma de respuestas a las preguntas de Addai. Estos cánones fueron editados por Paul de Lagarde en Reliquiae juris ecl. syriace, pp. 117 y siguientes, y Thomas Joseph Lamy en Dissert. pp.  98 y siguientes.
Otros cánones adicionales fueron dados a conocer por  Wright en sus Notulae syriacae.
Todos ellos fueron traducidos y publicados por Carl Kayser, Die Canones Jacobs von Edesa (Leipzig, 1886).
También hizo numerosas contribuciones a la liturgia siríaca, tanto originales como traducidas del griego. Como autor litúrgico, Jacob compuso una anáfora, o liturgia, revisó la Liturgia de Santiago, escribió el célebre "Libro de los Tesoros", compuso órdenes del Bautismo, de la bendición del agua en la víspera de la Epifanía del señor y de la celebración del matrimonio, a la que podría añadirse su traducción del orden del Bautismo de Severo de Antioquía.

### Filosofía
La principal contribución original de Jacobo fue su Enchiridion o Manual, un tratado de términos filosóficos (Wright, Catálogo 984).
Se le han atribuido traducciones de algunas obras de Aristóteles. Sin embargo, estas proceden, probablemente, de otros autores (Wright, Short History p. 149; Duval, Littérature syriaque, pp. 255, 258).
El tratado De cause omnium causarum, obra de un obispo de Edesa, había sido atribuida formalmente a Jacobo; pero su publicación íntegra por Kayser dejó claro que el tratado era de fecha muy posterior.

### Historia
Jacobo también escribió una Crónica, como continuación del Chronicon de Eusebio de Cesarea. La obra es descrita y citada por Miguel el Sirio, en el libro 7 de su propia Crónica.
El texto original de la continuación de Jacob, desgraciadamente, ha desaparecido por completo, salvo 23 hojas de un manuscrito de la Biblioteca Británica. Wright, en Catálogo 1062, dio cuenta pormenorizada de ellas y se publicó una edición de las mismas en CSCO por E. W. Brooks.

### Gramática
Jacobo es especialmente conocido gracias a sus contribuciones al idioma siríaco y a la escritura siríaca occidental (Serto).
En el siríaco antiguo o bien no se utilizaban vocales o bien se marcaban mediante un sistema de puntos, utilizado de forma errática. Jacobo tomó cinco signos vocales del griego, que escribía sobre la línea de texto, como símbolos en miniatura. Esta técnica tuvo éxito y sigue siendo hoy día una característica de la escritura siríaca occidental. También elaboró un sistema mediante el cual algunas consonantes podían representar vocales.
Jacobo también trató de introducir la práctica griega de la escritura de las vocales en la línea, de la misma manera en que se hace con las consonantes. Esto encontró más resistencias entre sus compatriotas y no llegó a ser aceptado.
En su carta a Jorge, obispo de Serugh, sobre la ortografía siríaca ortografía (publicada por Phillips en Londres en 1869, y por Martin en París el mismo año) destacó la importancia de la fidelidad de los escribas en la copia minuciosa de la ortografía.

### Otras
Como traductor, el principal trabajo de Jacobo fue su versión siríaca de las Homiliae catedrales de Severo, el patriarca monofisita de Antioquía. Esta importante colección es ahora, en parte, conocida gracias a la edición y traducción por parte de E. W. Brooks del sexto libro de epístolas escogidas de Severo, según otra versión siríaca hecha por Atanasio de Nisibis en 669 (Pseudo-Dionisio de Tell-Mahre dice 677; pero Atanasio solo fue patriarca entre 684 y 687.)
Un gran número de cartas de Jacobo dirigidas a varios destinatarios se han encontrado en varios MSS. Además de aquellas sobre derecho canónico dirigida a Addaia y sobre gramática dirigida a Jorge de Serugh, antes mencionadas, hay otras que tratan de la doctrina, la liturgia, etcétera. Solo unas pocas están en verso.